# Доброе утро (телепередача)
«До́брое у́тро» — утренняя информационно-развлекательная телепрограмма «ОРТ/Первого канала», выходит с 13 июля 1987 года и включает в себя несколько публицистических и развлекательных программ, а также новости. С 2001 года каждый выпуск в 04:57 утра начинается Гимном Российской Федерации (при этом показывается утренний вид Красной площади), после чего показывается утренний выпуск новостей в 05:00 утра и затем сама программа Доброе утро в 05:05 утра. Достаточно продолжительное время программа выходила в прямом эфире на Дальний Восток, на остальные регионы страны — в записи. С 9 сентября 2013 года программа выходит в прямом эфире на Дальний Восток и Москву. В 2011—2012 и в 2020—2024 годах передача выходила во время новогодних каникул; с 2020 года передача выходит в эфир во время майских праздников.

## История
13 июля 1987 года вышел первый выпуск программы под названием «90 минут» — у его истоков стоял Григорий Александрович Шевелёв. Первыми ведущими программы до появления программы «ТСН» были Олег Добродеев, Борис Костенко, Евгений Киселёв, Юрий Ростов, Татьяна Миткова, Михаил Осокин, Сергей Алексеев, Сергей Доренко, Ирина Мишина, Владислав Флярковский, Алексей Бурков и другие. 4 января 1988 года передача сменила название на «120 минут». Ведущими программы были Владимир Молчанов и Лариса Вербицкая. В программе были рубрики «Утренняя разминка», мультфильмы (до 1995 года), выступления отечественных певцов, телемосты, новости и прогноз погоды (до 2006 года). Частью программы «120 минут» были и оздоровительные сеансы Аллана Чумака, целителя, беззвучно «заряжавшего» воду, мази и кремы. При запуске программы её создатели во многом ориентировались на Запад: незадолго до запуска они увидели на канале CBS программу «60 Minutes». По аналогии с этим и были взяты первые названия: «60 минут», «90 минут», «120 минут».
Студия программы подвергалась изменениям девять раз — в 1991, 1995, 1997, 1999, 2000, 2002, 2004, 2010, 2013 годах.
С января 1991 года программа стала называться «120+30», вскоре начала выходить под названием «Утро (120+30)», а с конца марта этого же года — «Утро» и претерпела многие изменения. Новыми ведущими стали Татьяна Веденеева (1989—1995), Ирина Зайцева, Пётр Орлов, Сергей Ломакин (1991—1995), Максим Никулин, Михаил Солнцев и Екатерина Андреева (1992—1993), Александр Панов (1993—1994), рубрики в программе остались без изменений.
В 1994 году передача получила название «Телеутро». Ведущими были Андрей Малахов, Елена Миронова и Лариса Вербицкая (по очереди), появились новые рубрики, такие как «Хроника дня», «Мониторинг здоровья» и «Пять с хвостиком». С 1995 по 2012 и с 2018 по 2024 год в период агитации на выборах программа прерывалась на блок теледебатов участников парламентской или президентской гонки. С 6 января 1997 года программа стала выходить под названием «Доброе утро» (в печатных телепрограммах используемый до сих пор заголовок «Телеканал „Доброе утро“» появился только с 21 января 1997 года).
В 1997 году при смене названия были полностью обновлены студия, рубрики, ведущие. За каждым днём недели теперь был закреплён отдельный ведущий — в своё время это и отличало «Доброе утро» от подобных передач других каналов. Ведущими программы стали Лариса Кривцова — по понедельникам (до 2003 года), Лариса Вербицкая — по вторникам, Александр (до 2005 года) и Екатерина Стриженовы — по средам, Аида Невская — по четвергам, Андрей Малахов (до 2001 года) и Елена Миронова (периодически, до 1999 года) — по пятницам. Появились новые рубрики: обзор новостей «Хроника дня» (с весны 1999 года — «Новости», выходящие в эфир из отдельной студии), «Прогноз погоды» до 2006 года (каждые полчаса), «Вокруг спорта», «С миру по нитке», «Капитал», «Наше родное», «Очаг», «Это кино», «Автопортрет», «Живая планета», «Последний штрих», «Пять минут с властью», «Шпаргалка» и «Детки и предки» — о взаимоотношении разновозрастных поколений и конфликтах родителей и детей. В студии программы постоянно появлялись гости: это могли быть политики, учёные, журналисты, медики, артисты, композиторы, деятели культуры и шоу-бизнеса. За один эфир программу могли посетить до 6-8 гостей. В рамках программы до 1997 года продолжала выходить телепрограмма «Пресс-экспресс» с Андреем Егоршевым. Позже её сменил обычный обзор прессы, который представлял Владимир Гаврилов. Передача стала сопровождаться демонстрацией на экране графических плашек, на которых высвечивались: часы, сведения о дате и дне недели, афоризмы, курьёзы и сведения из жизни, прогноз погоды в российских городах, анонсы программ на день. С 1997 до середины 2000-х годов в программе показывались музыкальные клипы отечественных исполнителей. Одно время до 2000 года выходила коммерческая рубрика «Шёлковый путь к здоровью». Также изменения рубрик в программе были в 2002, 2003, 2004 и 2006 году. С 1997 по 2004 год эфир завершался титрами на фоне пустой студии, затем студийного помещения, где ещё продолжалась беседа ведущего и гостя, иногда также фрагментом музыкального клипа, где пробегали фамилии всех сотрудников бригады дня от ведущего до шеф-редактора и продюсера с указанием их должностей. В 1999 году руководителем этой версии программы являлся Василий Антипов, в 2000 году его сменил Сергей Шумаков.
Примерно с этого же времени в праздничные дни (как правило, 23 февраля, 8 марта, 1 апреля, 1 мая, 9 мая, 31 декабря, 1 января) начали выходить специальные выпуски «Доброго утра» в формате тематического праздничного канала:
- новогодний выпуск 1 января 1999 года (был показан в повторе вечером 26 января того же года)[55] назывался «Утро нового года. Полёты в новогоднюю ночь» (его одновременно вели Андрей Малахов, Екатерина Стриженова, Лариса Вербицкая, Аида Невская и Лариса Кривцова)[56], 1 января 2000 года он назывался «С Добрым утром, Новый год!»[57]. 1 января 2003 года — «Доброе утро Нового года».
- в 2000 году ежегодный выпуск 9 мая получил название «День Победы»[58][59]. Первые выпуски «Дня Победы» (с 1998 по 2004 год включительно) вела Лариса Кривцова[60][61][62][63][64]. В 2005 году программу вела Галина Сазонова. В 2006—2007 годах выпуск вела Арина Шарапова, в 2008—2014 годах его вёл Борис Щербаков, с 2015 года — разные ведущие. В 2020 году подобный специальный выпуск под названием «Парад Победы» выходил ещё и 24 июня, в связи с переносом на этот день Парада из-за пандемии COVID-19.
- 31 мая 2003 года (в рамках организованного каналом тематического «питерского» уик-энда) вышел специальный выпуск, посвящённый 300-летию со дня основания Санкт-Петербурга — «Доброе утро, Санкт-Петербург!»[65], ведущими которого были Игорь Верник и Лариса Вербицкая.

В середине 2000-х годов руководство канала отказалось от большинства праздничных выпусков программы, остались только выпуски перед Новым годом и в День Победы. Однако, в конце 2010-х годов вновь начали появляться праздничные выпуски и в другие дни:
- 7 мая 2012 года вышел спецвыпуск, посвящённый инаугурации президента России Владимира Путина.
- С 2017 года в День военно-морского флота Российской Федерации[66] выходит похожий на «День Победы» праздничный выпуск, в котором показывается подготовка к параду в Санкт-Петербурге.
- 9 сентября 2017 года вышел спецвыпуск, посвящённый Дню Города Москвы.
- 18 марта 2018 года вышел спецвыпуск, посвящённый президентским выборам в России.
- 24 августа 2019 года с 12:15 до 15:00 выходил спецвыпуск, посвящённый Дню Государственного флага России.
- Специальные праздничные выпуски также выходили в День России (в 2020—2021, 2023—2024), День весны и труда (в 2021 и 2024), День народного единства (в 2021—2024) и День защитника Отечества (в 2022—2024).
- 5 октября 2021 года вышел спецвыпуск под названием «Вызов», посвящённый запуску ракеты с актрисой Юлией Пересильд и режиссёром Климом Шипенко, которые отправились в полёт для съёмок первого фильма в космосе. В рамках выпуска проходила прямая трансляция с космодрома Байконур. 17 октября, в день их возращения на Землю, вышел ещё один спецвыпуск под названием «Доброе утро, Земля!».
- С 11 по 16 июля 2022 года выходили праздничные выпуски, посвящённые 35-летию программы. В рамках этих выпусков выходили репортажи об истории программы, а в гости приходили ведущие и сотрудники передачи, работавшие в ней в разные годы.
- 16 августа 2025 года вышел спецвыпуск, посвящённый саммиту Путина и Трамп на Аляске. Выпуск провели Ирина Муромцева и ведущий ток-шоу Время покажет Анатолий Кузичев.

Утренний телеканал в период с 1990-х до середины 2000-х годов носил скорее информационно-познавательный, нежели прикладной характер, что впоследствии, сравнивая тогдашнее «Доброе утро» с тем, каким оно стало в 2000-е, отмечала его ведущая Лариса Кривцова:

Это два разных «Утра». Сегодня «Утро» — это утро практических советов. А у нас было новостное «Утро», мы об утренних новостях сообщали первыми. И приглашали тех гостей, которые были на пике информационного интереса. А сегодня информационная составляющая в «Утре», любом, ушла на второй план. Новости в «Утре» были скорее культурологического свойства, а культурных новостей на общедоступных каналах очень мало. <…> Остался формат — сюжет, гости, ведущий. Формат остался, но содержание — совсем другое. <…> Формат перешёл в поле практического применения, а у нас было больше журналистики. А сегодня это не журналистика.

С 1998 по 2000 год в рамках утреннего телеканала выходили специальные тематические викторины: «Ай да Пушкин!» (1998—1999, к 200-летию со дня рождения А. С. Пушкина) и «Россия: колокола судьбы» (2000), автором и продюсером которых являлась Лариса Кривцова. Также программа могла освещать события, связанные с другими проектами канала: в частности, 16 марта 2001 года в рамках её эфира состоялось вручение денежного выигрыша первому российскому победителю игры «Кто хочет стать миллионером?» Игорю Сазееву.
В 2001 году ещё одной ведущей программы стала вернувшаяся на «Первый канал» Арина Шарапова (перешедшая с ТВ-6), на место Андрея Малахова пришёл новый ведущий Константин Михайлов, а в 2002 году программу одно время вела перешедшая с «MTV Россия» после смены руководства Яна Чурикова. С апреля по октябрь 2002 года на утреннем канале выходила садоводческая рубрика «Все в сад!», которую делали бывшие сотрудницы канала ТВ-6; примерно тогда же с ТВ-6 в эту передачу приходит бывшая ведущая телеканала «День за днём» Елена Турубара. Осенью 2002 года в программе в очередной раз произошло обновление студии, было введено новое графическое оформление. Были добавлены туристическая рубрика «Ранний чартер», ведущей которой являлась участница первого сезона реалити-шоу «Последний герой» Наталья Тэн, «Время Ваших новостей», которую делали Ольга Синяева и Антон Привольнов, а также рубрика «Завтрак с Лариком», которая включала в себя видео с животными. Её «вела» обезьяна по кличке Ларик. Прогноз погоды в те годы шёл без ведущих, только с отображением карты и закадровым голосом (как в новостях, в начале часа) или без него (в середине часа).
С марта 2003 по февраль 2013 года в рамках эфирного времени телеканала «Доброе утро» с 4:00 до 8:00 показывалась прямая трансляция церемонии вручения наград американской киноакадемии «Оскар». Первое обсуждение премии в таком формате (в ночь с 23 на 24 марта 2003 года) вёл Дмитрий Дибров, с большим числом приглашённых гостей. В последующие годы картинка с прямого эфира премии прерывалась на включения из студии программы, где велось обсуждение с участием кинокритиков канала Екатерины Мцитуридзе и Сергея Шолохова (иногда — Бориса Бермана и Ильдара Жандарёва) и ведущих «Доброго утра», выпуски «Новостей», рекламу и видеосюжеты по теме. На экране отображались часы, с 2004 по 2007 год — сменяясь на логотип стереозвука в виде двух квадратиков, а с 2008 по 2013 год — на пометку «Прямой эфир». С марта 2014 года, изначально сославшись на большое количество новостей о аннексии Крыма, а затем — на малую популярность прямой трансляции, идущей в утреннее время с невысокими рейтинговыми показателями, прямая трансляция «Оскара» в программе прекратилась.
1 сентября 2003 года хронометраж утреннего телеканала был сокращён с прежних 3-х до 2-х часов (программа стала заканчиваться в 8:00, освободившийся телечас эфира заняли повтор программы «Человек и закон» по понедельникам и повтор бразильского телесериала в остальные будние дни). Руководство телеканала мотивировало сокращение хронометража прежде всего тем, что «Доброе утро» начало значительно уступать перезапущенным годом ранее утренним каналам конкурентов (телеканалов «Россия» и НТВ). С этого же дня формат претерпел значительные изменения: теперь в центре программы стали проходить беседы с приглашёнными гостями в студии. Кроме того, в эфир стали выходить новые рубрики: «Новости экономики» с Игорем Евтеевым (до 2009 года), «ОТК» (Отдел технического контроля) — рубрика о дегустации товаров народного потребления, ведущим которой стал Антон Привольнов, «Россия: летопись славы» (телевикторина по истории страны). 10 ноября 2003 года, из-за присутствия в утренней сетке вещания предвыборных дебатов кандидатов в депутаты Государственной думы, хронометраж утреннего канала увеличили до 2,5 часов (до 8:30), а с 8 декабря 2003 года программа снова стала выходить с хронометражем 3 часа. С ноября 2003 года продюсером данного формата передачи являлся Антон Понизовский, поскольку к Ларисе Кривцовой перешло управление Дирекцией дневного вещания «Первого канала», выпускавшей ток-шоу «Город женщин» и популярную в те годы «Большую стирку».
В 2004 и 2008 годах в рамках эфира утреннего канала освещались Летние Олимпийские игры в Афинах (в 2004) и Пекине (2008). Такие выпуски в печатных версиях программы передач носили название «Телеканал „Доброе утро“ на летних Олимпийских играх».
В 2004 году появились рубрика «Народная медицина» (первым автором и ведущим которой стал врач Пётр Попов, ранее работавший в утреннем эфире на НТВ), юмористическая рубрика «Энциклопедия русской жизни» и рубрика криминальных расследований. Позже появилась рубрика «Самооборона», где изначально показывался сюжет о преступлении, а затем рассказывали, как с ним не сталкиваться. Сейчас в рубрике осталось только обучение самообороне. Со временем появились рубрики «Полезные советы», «Мнение эксперта» и «Адвокатские истории» (советы адвокатов). Прогноз погоды снова стал выходить с ведущими в кадре. В дни траура в эфир стал выходить специальный выпуск «Доброго утра», почти полностью посвящённый событию, послужившему причиной объявления траура. С этого же времени программа стала заканчиваться интервью преимущественно с лицами, так или иначе вовлечёнными в показываемые на канале телепроекты (это могут быть актёры из сериалов, певцы и певицы, ведущие программ канала, участники его телешоу), иногда с именинниками дня или просто интересными для зрителя деятелями искусств. С ними общались ведущие программы. В прошлые годы гостями студии также могли быть популярные исполнители, выпустившие новый клип.
В 2005 году в программе выходили рубрики «Вкусные истории» (продолжение телепрограммы, выходившей в 1999—2001 годах на ОРТ) и «Непутёвые заметки» с Дмитрием Крыловым — рубрика одноимённой телепрограммы, убранные с утреннего телеканала в 2006 году. С 2005 по 2006 год на утреннем канале выходил блок спортивной информации под шапкой «Новости. Спорт» образца 2004—2005 годов, в котором текст новостей читал кто-либо из тогдашних штатных комментаторов Дирекции спортивного вещания. Сократилось число авторских журналистских материалов, среди ведущих передачи стали чаще появляться актёры. Ряд сюжетов в программе стали озвучивать преимущественно дикторы или актёры озвучивания, а не корреспонденты, что практиковалось ранее. Большую часть эфира программы стали занимать потребительские вестники и полезные советы.
С сентября 2005 по август 2006 года непосредственно «Доброму утру» предшествовала передача под названием «Первая программа» с Антоном Привольновым и Марией Григорьевой, представлявшая собой хит-парад всего самого лучшего и интересного, что прошло в эфире «Первого канала» за день. С августа 2006 года рубрика с аналогичным названием стала с разной периодичностью выходить в рамках «Доброго утра» в изменённом формате длительностью 2-3 минуты. В таком формате программа представляет собой анонс двух-трёх программ (фильмов, сериалов, трансляций), идущих в эфире «Первого канала».
С середины 2000-х годов в петербургском эфире «Первого канала» в 8:05 и 8:35 выходят два пятиминутных выпуска «Доброе утро, Санкт-Петербург», представляющие собой репортаж с какого-либо события. С 2017 года программа выходит в формате 16:9 (до этого — в 4:3 по причине того, что региональные врезки были организованы только в аналоговом вещании, где «Первый канал» транслировался с 2011 года в формате 14:9).
С 14 августа 2006 года программа увеличила хронометраж до 4-х часов и стала начинаться на час раньше прежнего (в 5:00 вместо 6:00). Были добавлены новые рубрики «Гороскоп» и «Звёздная жизнь». Рубрика спортивных новостей получила название «Вокруг спорта» и стала выходить в прежнем формате (с закадровым голосом комментатора) на нерегулярной основе, от случая к случаю. В 2009 году появилась кулинарная рубрика «Счастье есть!» с Еленой Чекаловой, в 2010—2011 годах также выходившая как самостоятельная программа. Показ рубрики при этом был прекращён в 2013 году, при перезапуске утреннего телеканала. Другими постоянными рубриками в «Добром утре» в те годы были: «Про любовь», «Про еду», «Про деньги», «Про здоровье», «Чудаки», «Всякие хитрости», «Непознанное», «Звёздная жизнь», «Мода», «Криминал», «Перехват», «С миру по нитке» и пр. Каждая из них имела свою собственную заставку, оформленную в стилистике утреннего телеканала.
С 9 сентября по 11 октября 2013 года на время ремонта в студии программа переехала из телецентра «Останкино» в парк культуры и отдыха имени Горького. На Пушкинской набережной была построена новая хрустальная студия «Доброго утра», на месте которой раньше была танцевальная площадка. Когда 14 октября программа вернулась в обновлённую останкинскую студию, прямые включения из студии в Парке Горького изначально сохранились. Позднее студия с июня 2015 года перешла к новому телевизионному проекту «Парк» с Ириной Муромцевой, Алексеем Пивоваровым и Николаем Фоменко. После закрытия этой передачи в августе 2015 года студия 3 года пустовала. С 4 июня 2018 года «Доброе утро» вновь выходит из этой студии каждое лето в течение нескольких недель. Во время Чемпионата мира по футболу 2018 в этой студии также снималась программа «Твоя игра», выходившая в перерывах матчей. С 30 апреля по 3 октября 2014 года, с 4 июня по 20 июля 2018 года, с 5 по 13 августа 2019 года, с 6 по 18 июля 2020 года, с 7 по 17 июня, с 26 июля по 21 августа 2021 года, с 11 по 23 июля, с 1 по 6 августа 2022 года, со 2 по 13 мая, с 13 июля по 5 августа 2023 года, с 1 по 10 апреля, с 15 по 31 июля, с 9 по 21 сентября 2024 года и с 14 июля по 2 августа 2025 года снова выходила из эфирной телестудии в Парке Горького. С 3 февраля 2014 года на время Зимних Олимпийских игр программа стала называться «Олимпийское утро на Первом»: тогда она выходила не только из Москвы, но ещё и из передвижной студии, расположенной на горнолыжном курорте Роза Хутор в Сочи. Ведущей в передвижной студии была Светлана Зейналова.
Весной-летом 2014 года, в связи с частичным переходом «Доброго утра» в режим прямого эфира, руководство телеканала приняло решение поменять возрастных ведущих на более молодых. Как следствие этого процесса, с 16 июня 2014 года вместо Бориса Щербакова программу стал вести Роман Будников. Одновременно с этим на постоянной основе в эфире была восстановлена рубрика «Спорт» с голосом комментатора за кадром.
С 6 октября 2014 года в эфире на Москву первая половина программы (с 5:00 до 7:00) выходит из Останкинской телестудии, а вторую часть передачи (с 7:00 до 9:00—9:55) с весны по осень продолжают вести из мобильной передвижной студии, которая находится на улицах Москвы и иногда Санкт-Петербурга. Эфир на Дальний Восток целиком выходит из Останкинской студии. С 16 марта по 4 июня 2022 года передвижная студия находилась на ремонте, поэтому весь эфир временно выходил из Останкинской студии, при этом смена ведущих в 7:00 сохранилась.
В разное время передвижная телевизионная студия располагалась на Красной площади, Манежной площади, Котельнической набережной, Комсомольской площади, площади Тверской Заставы, рядом с Новоспасским монастырём, на ВДНХ, Воробьёвых горах, в музее-заповеднике «Коломенское», в музее «Усадьба Люблино», в парке «Сокольники». Два года подряд 9 мая в День Победы передвижная студия находилась на Дворцовой площади Санкт-Петербурга, телезрители могли следить за подготовкой к параду. С 2017 года, когда «Первый канал» начал транслировать Парад в честь Дня военно-морского флота в Санкт-Петербурге, передвижная студия в течение всей недели перед Парадом находилась рядом с акваторией реки Невы.

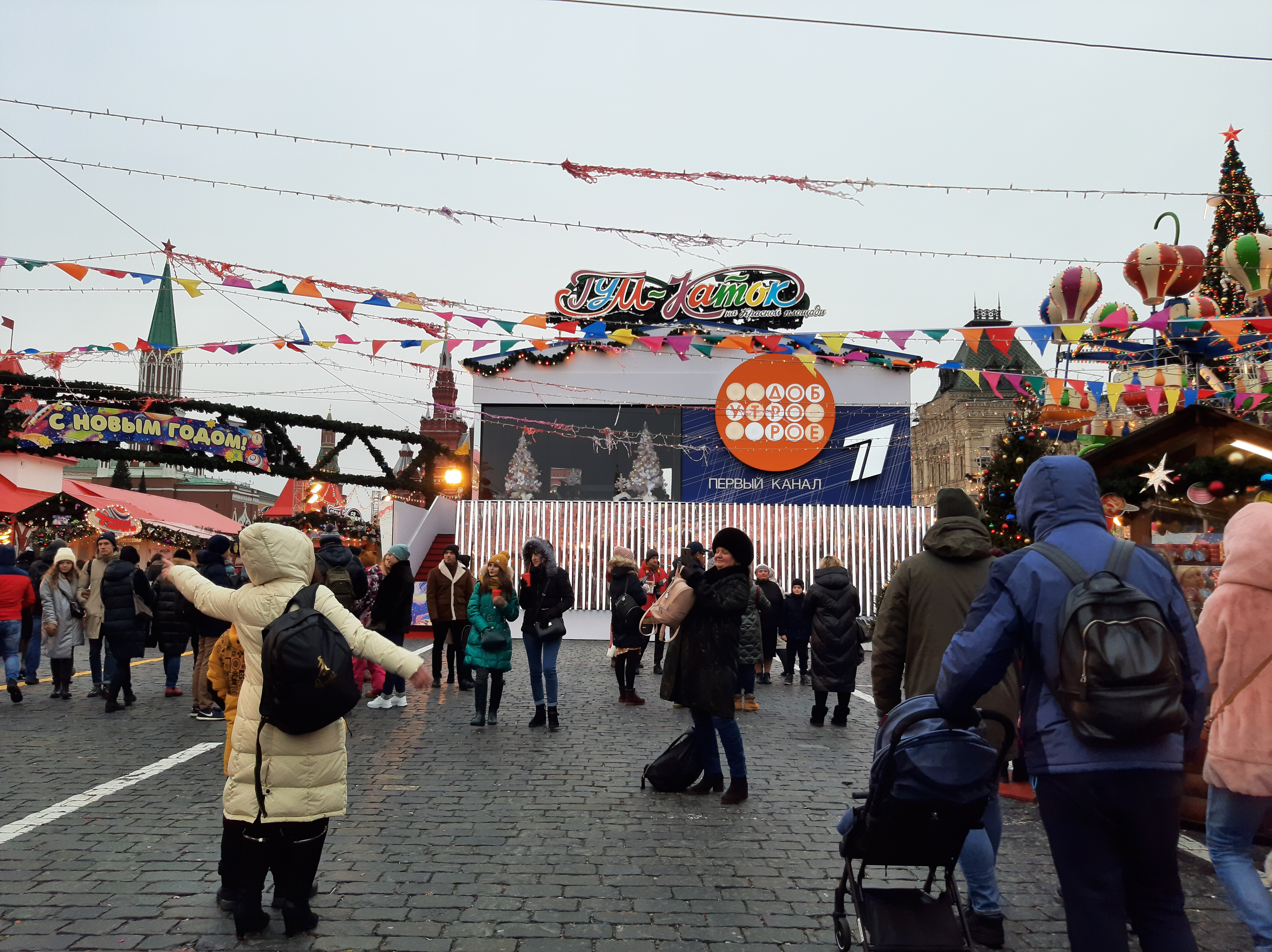
Стационарная студия программы «Доброе утро» на Красной площади

В зимнее время программа из передвижной студии не выходит. Зимой 2014—2015 годов в это время весь выпуск выходил из Останкинской студии. С 4 декабря 2015 года в течение зимы вторая часть программы выходит из стационарной студии, ежегодно устанавливаемой на Красной площади, где в это время проходит новогодняя «ГУМ-ярмарка», а также открывается «ГУМ-каток».
С 16 января по 22 февраля 2017 года, с 12 по 22 февраля, 28 марта, 7 мая, с 20 июня по 13 июля и с 17 июля по 31 августа 2018 года хронометраж был временно увеличен (с 5:00 до 9:50—9:55, прерываясь на традиционный выпуск «Новостей» в 9:00) за счёт приостановленной передачи «Контрольная закупка», а с 20 июня 2019 года из-за закрытия передачи «Сегодня. День начинается» (заменила передачу «Контрольная закупка», которая не вернулась из летнего отпуска) программа стала выходить с таким хронометражем на постоянной основе. С 24 февраля по 15 июля и с 1 августа 2022 года хронометраж программы был вновь сокращён до 4 часов (с 5:00 до 9:00) из-за изменения сетки вещания в пользу общественно-политических ток-шоу, посвящённых ситуации на Украине.
С 16 ноября 2019 года программа выходит в эфир по субботам с 6:00 до 9:00 под названием «Доброе утро. Суббота». Основными отличиями субботнего выпуска от будничных стали наличие постоянной ведущей — Ирины Муромцевой (ведёт эфир на Дальний Восток из Останкинской студии и вторую половину эфира на Москву с 7:00 (ранее с 7:30) из передвижной студии), а также новые рубрики, выходящие только в этом выпуске («Итоги недели», «Минутка для себя», «ЗОЖ»). В летнее время, в связи с уходом в отпуск программы «Умницы и умники», выпуск выходит с расширенным хронометражем: с 6:00 до 9:45.
С 13 февраля 2023 года, после выпуска новостей в 8:30, по понедельникам выходит фрагмент занятия в рамках внеурочного цикла «Разговоры о важном».

## Руководители

### Директора студии «Утро» / Дирекции утреннего телеканала
- Павел Каспаров (1991—1996)[134]
- Виктор Осколков (1996—1999)[135][136]
- Василий Антипов (1999—2000, исполняющий обязанности)[137]
- Сергей Шумаков (2000—2001)[47][138]
- Лариса Кривцова (2001—2003)[139]
- Антон Понизовский (2003—2005)[140][141]
- Леонид Хмельницкий (2005—2008)[142]
- Кирилл Рыбак (с 2008)[143][144]

### Заместители директора
- Марина Изварина (с 2007)[145]

### Главные режиссёры
- Арутюн Джинанян (1998—2003)[146]
- Владимир Фомин (2003—2006)[147]
- Юрий Кононов (с 2006)[148]

## Коллектив программы

### Ведущие программы на сегодняшний день
- Екатерина Стриженова (с 1997)
- Арина Шарапова (2001—2020, с 2022)
- Юлия Зимина (с 2010)[149]
- Светлана Зейналова (с 2011)
- Тимур Соловьёв (с 2011)
- Ольга Ушакова (с 2014)
- Роман Будников (с 2014)
- Сергей Бабаев (с 2014)
- Ирина Муромцева (2016—2018, с 2019 — по субботам)
- Анастасия Орлова (с 2018)[150]
- Полина Цветкова (с 2020)[151][152]
- Евгений Покровский (с 2020) — основной ведущий программы и ведущий рубрики Автоэксперт
- Никита Пименов (с 2024)
- Дарья Шулик (с 2024)
- Алла Омелюта (с 2024) — основная ведущая программы и ведущая рубрики Слабо?!
- Дарья Дружина (с 2025) — в 2012—2013 годах корреспондент программы
- Мария Осадник (с 2025)  — ранее корреспондент программы
- Дарина Грибоедова (с 2025) — основная ведущая программы и ведущая рубрики ЗОЖ

### Ведущие рубрик
- Екатерина Мцитуридзе — ведущая рубрики Это кино
- Дмитрий Талабуев — ведущий рубрик Самооборона и Полезные советы
- Ольга Никишичева — ведущая рубрики Мода
- Мария Сурова — ведущая рубрики Кулинарный вызов

### Корреспонденты
- Сергей Абрамов-Сотник
- Нина Бакланова
- Лигия Белянская
- Мария Кускова
- Ася Титова
- Дмитрий Кузьмин
- Елизавета Никишова
- Анна Солдатова
- Маргарита Ильина
- Наталья Ковалёва
- Руслан Юняев
- Ольга Якунина
- Анастасия Савельева
- Наталья Любченко
- Карина Макарян
- Игорь Прудников
- Светлана Нейманис
- Наталья Леонова

### Продюсеры
- Ольга Варкентин (шеф-редактор)
- Карина Щербакова (руководитель отдела)
- Анжелика Панкратьева
- Ксения Мокляк
- Юлия Быкова
- Дарья Бражникова
- Наталья Колдаева
- Владимир Попов (рубрика ОТК)

### Ведущие в предыдущие годы
В разное время передачу вели:
- Владимир Молчанов (1987—1991)
- Сергей Алексеев (1987, 2002)[153]
- Лариса Вербицкая (1987—2014) — по вторникам[154]
- Татьяна Веденеева (1988—1996, 2000)[155]
- Марина Назарова (1989—2000) — ведущая новостных рубрик: «Хроника дня», «Новости»[156], также в 1996 г. соведущая эфира в День Победы
- Пётр Орлов (1989—1993)[157]
- Сергей Ломакин (1991—1995)[158]
- Ирина Зайцева (1992—1993)[159]
- Екатерина Андреева (1992—1993)
- Александр Панов (1993—1994)[25][160]
- Александр Школьник (1994—2004) — ведущий рубрики для детей и молодёжи «Шпаргалка»[161][162][163]
- Андрей Малахов (1995—2001) — по пятницам
- Михаил Борзин (1995—1996)[14][164][165]
- Жанна Булгакова (1995—1996)[166]
- Лариса Кривцова (1997—2003) — по четвергам[167][168]
- Вадим Лобаченко (1997—2024) — ведущий рубрики В мире (ранее называлась С миру по нитке)
- Анна Прохорова (1997—2000) — рубрика «Пять минут с властью»
- Алексей Востриков (1997—1999) — рубрика «Капитал»
- Владимир Гомельский (1997—1999) — ведущий рубрики «Новости спорта»
- Аида Невская (1997—2001) — по понедельникам
- Александр Стриженов (1997—2005) — по средам
- Оксана Деревянко (1997—2004), изначально — ведущая новостей экономики, с 2003 по 2004 год — основная ведущая программы[140][169][170][171]
- Александр Невский (1999)
- Елена Лазутина (2001—2003) — по пятницам
- Константин Михайлов (2001—2003) — по пятницам[172][173]
- Анастасия Соловьёва (2002)
- Яна Чурикова (2002)[174]
- Анатолий Кузичев (2002—2003, 16.08.2025), изначально — основной ведущий передачи по пятницам[175], с сентября по декабрь 2003 года — ведущий рубрики ОТК. 16 августа 2025 года провёл специальный выпуск программы вместе с Ириной Муромцевой
- Игорь Верник (2002—2004)[176][177]
- Елена (Лёля) Турубара (2002—2003)[175][178]
- Ольга Синяева (2002—2003) — автор и ведущая рубрики «Время Ваших новостей»[179]
- Антон Привольнов (2002—2019), с 2002 по 2003 год — автор и ведущий рубрики «Время Ваших новостей», с 2004 по 2018 год вёл рубрику ОТК, с 2014 по 2019 год — основной ведущий передачи
- Константин Ковалёв (2003) — ведущий обзоров прессы[180]
- Игорь Евтеев (2003—2009) — ведущий рубрики «Новости экономики»[181]
- Дмитрий Хаустов (2004—2005)[182][183]
- Галина Сазонова (2004—2006)[184]
- Наталья Захаренкова (2004—2005)[185]
- Пётр Попов (2004—2005) — первый автор и ведущий рубрики «Народная медицина»
- Александр Шмурнов (2005)
- Александр Мирзаян (2005—2010)[186][187][188]
- Пётр Марченко (2006—2008)[189]
- Ирина Апексимова (2006—2008)[190]
- Лидия Арефьева (2006—2007)
- Борис Щербаков (2007—2014)[191]
- Елена Чекалова (2009—2013) — ведущая кулинарной рубрики «Счастье есть!»[192]
- Михаил Гребенщиков (2009—2011) — ведущий рубрики «Народная медицина»
- Анастасия Трегубова (2014—2022)
- Марина Ким (2014—2021)
- Дильбар Файзиева (2014—2019)
- Павел Занозин (2019—2021)
- Ирина Пудова (2020)

### Бывшие корреспонденты
- Анна Бажайкина (2008—2013)
- Оксана Барковская (1997—1998)[193]
- Алексей Бархатов (1998)
- Тамара Бочарова (1998—2006)[194]
- Жанна Булгакова (до 2004)
- Татьяна Волощенко (2000-е)
- Константин Выборнов (спортивный обозреватель, 1995—2008), ранее также ведущий рубрики «Новости спорта»
- Рамиль Гатауллин (1998—2002)
- Лилиана Гиниятова (2011—2015)
- Евгений Глуховцев (2000—2007)[195]
- Юлия Ерёмина (2011—2016)
- Ирина Ивченко (2013—2018)
- Елена Ищеева (1996—1999)[196]
- Андрей Картавцев (1998—2001)[197]
- Екатерина Качур (2000—2006)
- Элионора Келлер (до 2001)[198]
- Наталия Козлова (2002—2008)
- Александр Колбовский (2004—2017)[199][200]
- Юлия Колядина (до 2007)[201][202]
- Галина Кочкина (1997—2000)[203]
- Ольга Краснопевцева (1999—2001)[204]
- Евгений Кривцов (2004—2005)
- Алла Куракова (2013—2017)
- Александр Лидогостер (спортивный обозреватель, 2005—2017)
- Лея Любомирская (новости экономики, 1998—2002)[205]
- Елена Макарова (1995—1997)
- Алексей Макеев (1999—2007)[206]
- Игорь Матюпатенко (1999—2003)[207]
- Анастасия Мельникова (1997)[208]
- Сергей Механошин (2001—2006)
- Лидия Новосельская (2000-е)
- Ольга Пирковская (2008—2010)
- Александра Потехина (до 2017)
- Екатерина Пушкарёва (2006—2013)
- Галина Разживина (конец 1990-х—начало 2000-х)
- Нина Радченко (2013—2016)
- Михаил Робакидзе (1993—1998)[209]
- Виктория Ровина (2002—2005)
- Марина Розакова (2000—2007)
- Ольга Синяева (2002—2005)[210]
- Елена Сланская (2014—2018)
- Евгения Стефанчук (2001—2003)
- Рустам Сулейманхил (ведущий новостей, 1996—2001)
- Владимир Топильский (спортивный обозреватель, 1995—2017)[211], ранее также ведущий рубрики «Новости спорта»
- Георгий Успенский (2000-е)
- Гуля Хабибуллина (2001—2008)
- Кирилл Шахнович (1997—1999)[212]

### Умершие
- Лев Бруни (1950—2011) — ведущий «Доброго утра» в 2003 году в паре с Ариной Шараповой[213], скончался 29 ноября 2011 года[214].
- Елена Миронова (1937—2017) — ведущая «Доброго утра» в 1990—1999 годах, скончалась 23 июля 2017 года[215].
- Марина Топтыгина — корреспондент программы (до 2000), скончалась в августе 2018 года[216]
- Игорь Фесуненко (1934—2016) — шеф-редактор программы в 1997—2000 годах[217][218]

## Рубрики

### Это кино
Ведущая — Екатерина Мцитуридзе. Редактор и корреспондент с 2005 года — Марина Коблева.
В данной рубрике рассказывается о новинках кинопроката на этой неделе, о кассовых сборах уже идущих фильмов, новости с различных кинофестивалей и премий, а также про актёров, которые на этой неделе отмечают день рождения.
Рубрика выходит каждую среду и пятницу.

### Самооборона
Ведущий — Дмитрий Талабуев.
В данной рубрике ведущий показывает различные приёмы самообороны, помогающие защититься от нападения, а также рассказывает о правилах поведения в различных экстремальных ситуациях. Ранее в рубрике показывался сюжет о преступлении, а затем рассказывали, как с ним не сталкиваться.

### Полезные советы
Ведущие — Дмитрий Талабуев, Алексей Шаранин, Ирина Ермилова, Илья Васильев, Аркадий Грицевский, Юлия Изюмникова, Алёна Болдык, Михаил Михайлин и другие.
В рубрике показываются идеи, помогающие решить различные бытовые проблемы: хитрости при приготовлении еды, различные удобные приспособления для кухни, идеи для вышивки, различные полезные приспособления из подручных средств и многое другое.
Рубрика выходит почти в каждом выпуске.

### Кулинарный вызов
Ведущая — Мария Сурова.
В каждом выпуске рубрики ведущая бросает кулинарный вызов — готовит различные необычные блюда, и рассказывает их рецепты для телезрителей. Спонсором рубрики до 2020 года являлась сеть продовольственных магазинов «Пятёрочка», она же поставляла продукты для съёмок.

### Слабо?!
Ведущая — Алла Омелюта.
В рубрике ведущая вместе с приглашённой звездой устраивает различные конкурсы, в которых соревнуются за 1 место. Вне зависимости от результата всем гостям рубрики дарят шоколадные медали.

### Астрологический прогноз
Ранее рубрика называлась «Звёзды говорят». В этой рубрике рассказывается гороскоп на день — сначала общий, а затем для всех знаков зодиака по отдельности. В первом выпуске каждого месяца рассказывается общий гороскоп для всех знаков зодиака на месяц, а в последнем выпуске уходящего года — гороскоп на следующий год. Рубрика выходит ежедневно.

### Smart Утро
Ведущая — Яна Чурикова.
Спонсором рубрики является мобильный оператор «МТС». Рубрика представляла собой рекламу различных сервисов экосистемы МТС. Выходила в конце 2020 — начале 2021 года.

### Женский вопрос
Ведущая — Ирина Муромцева.
В рубрике ведущая отвечала на различные вопросы, которыми могут задаваться многие женщины, в основном про семейные отношения, воспитание детей, психологию и многое другое. Рубрика выходила с 2017 по 2019 год.

### Народная медицина
В рубрике рассказывалось о различных народных методах лечения и профилактики заболеваний. Рубрика выходила с 2004 по 2020 год.

### ОТК
Ведущие — Анатолий Кузичев (2003), Антон Привольнов (с 2004 по 2018). С 2018 года рубрика выходит с закадровым голосом других корреспондентов передачи.
Название рубрики расшифровывается как «Отдел технического контроля». В рубрике рассказываются правила выбора различных товаров: на что следует обращать внимание при покупке, чтобы приобрести качественную вещь.

### Счастье есть
Ведущая — Елена Чекалова.
В рубрике рассказываются различные кулинарные рецепты. Рубрика выходила с 2009 по 2013 год, причём в 2010—2011 годах выходила не только в рамках передачи, но и как самостоятельная программа.

### Истории из следственной практики
В рубрике рассказываются различные истории из следственной практики, в которых найти преступника помогала какая-либо мелочь (например, выпавший из кармана преступника на месте преступления фантик, оторвавшаяся с одежды пуговица и т. п.). С 2020 года все истории проходят во времена СССР, а вычислить преступника помогают какие-либо знаковые для того времени вещи (пионерский значок, лотерейный билет, плакат с символикой Олимпийских игр и т. п.), также рассказывается история этой вещи. До 2016 года рубрика называлась «Адвокатские истории» и представляла собой истории, где людей обвиняли в чём-либо несправедливо, а адвокат рассказывал, как можно опротестовать данное решение суда.

### Итоги недели
Ведущая — Елизавета Никишова.
Рубрика представляет собой рассказ о необычных, смешных и интересных новостях, произошедших за неделю. Рубрика выходила с ноября 2019 по март 2021 года каждую субботу (а во время выхода программы «Добрый день» в апреле 2020 года ещё и по пятницам в рамках этой программы).

### Марафон хороших новостей
Ведущая — Ольга Якунина.
В рубрике показываются видео, которые присылают телезрители. В них они рассказывают и показывают свои интересные и важные события из жизни.

### Минутка для себя
Ведущая — Ирина Матеранская.
Рубрика про косметику, уход за кожей, моду, украшения, полезные советы для женщин. Выходит каждую субботу с 2020 года.

### Автоэксперт
Ведущий — Евгений Покровский.
В рубрике показываются различные полезные советы для водителей, которые могут сделать использование автомобиля более удобным, а вождение более безопасным.

### Зоология
Ведущая — Ася Титова.
В рубрике показываются различные полезные советы для хозяев домашних питомцев: по уходу за ними, кормлению, лечению и т. д. В рубрике также принимает участие собака ведущей по кличке Плюша.

### Фитнес
В рубрике показываются различные спортивные упражнения для утренней зарядки.

### Новости спорта
Ведущие — Виктор Гусев, Дмитрий Терехов, Александр Садоков. Ранее также ведущими были Владимир Топильский, Константин Выборнов, Владимир Гомельский и Мария Румянцева.
Ранее рубрика называлась «Вокруг спорта». В рубрике рассказывается о различных событиях в мире спорта, произошедших в стране и мире за день.

### Прогноз погоды
Ведущие — Людмила Паршина, Роман Вильфанд и другие.
До 2006 года рубрика выходила каждые полчаса, и в ней рассказывался прогноз погоды на день с закадровым голосом (в 1998—2002 и 2004—2006 — с ведущими телекомпании «Метео-ТВ» в кадре). Сейчас рубрика выходит каждый понедельник и иногда в пятницу и представляет собой прогноз погоды на предстоящую неделю (а если передача выходит в пятницу — то на выходные и следующую неделю). При этом синоптики приходят в студию и беседуют с ведущими и отвечают на их вопросы про погоду.

### Звёздная жизнь
Ведущая — Виктория Оболенская.
В рубрике рассказываются новости из личной жизни различных знаменитостей, чаще всего иностранцев (дни рождения, свадьбы, разводы, скандалы и т. п.)

### Первая программа
С сентября 2005 по август 2006 года выходила перед «Добрым утром» как самостоятельная передача с ведущими Антоном Привольновым и Марией Григорьевой, представляла собой хит-парад всего самого лучшего и интересного, что прошло в эфире «Первого канала» за день. С августа 2006 года рубрика с разной периодичностью выходит в рамках «Доброго утра» в изменённом формате с хронометражем 2-3 минуты. В таком формате программа представляет собой анонс двух-трёх программ (фильмов, сериалов, трансляций), идущих в эфире «Первого канала».
С 2006 по 2007 год рубрику продолжал озвучивать Антон Привольнов, затем этим стали заниматься другие актёры озвучания и дикторы.

### Прогноз футбольных матчей
Рубрика выходила во время Чемпионатов мира по футболу 2014 и 2018 и Чемпионата Европы 2020 (проходил в 2021 году).
В рубрике животное-предсказатель (в 2014 — мини-пиг Нюша, в 2018 — медведь Яков Потапыч, в 2021 — медведь Добрыня Никитич) давало прогноз на исход матчей, а также на победителя чемпионата.
В 2014 году рубрику вели ведущие программы, а в 2018 и 2021 годах — Ася Титова.

### ЗОЖ
Ведущая — Дарина Грибоедова.
В рубрике рассказывается о том, как вести здоровый образ жизни. Выходит по субботам с июля 2021 года.

### Есть идея
Ведущая — Алла Омелюта. 
Выходит по субботам с марта 2025 года.

## Другие проекты

### Телеканал «Добрый день»
С 6 июля 1999 по 17 апреля 2020 года (с большими перерывами) выходила программа «Добрый день!». Ведущими этой программы были Аида Невская, Елена Ищеева, Александр и Екатерина Стриженовы, Яна Чернуха (все — 1999—2001), Арина Шарапова (2001), Светлана Зейналова (2012, 2020), Тимур Соловьёв (2012, 2014, 2020), Лариса Вербицкая, Ольга Ушакова и Роман Будников (все — 2014). Продолжительность программы в разные годы варьировалась — от 30 минут до 1 часа.
Первая версия выходила с 1999 по 2001 год и имела в своей основе беседу ведущего с приглашённым гостем и являлась интерактивной: зрители имели возможность задать гостю свой вопрос.
С 23 апреля по 12 мая 2012 года выходила вторая версия программы. Основным отличием от «Доброго утра» была динамичность и большее количество рубрик. Кроме того, в отличие от «Доброго утра», ведущие вели программу не сидя за столом, а стоя.
С 28 июля по 19 сентября 2014 года выходила третья версия программы. В этот период программа выходила из студии в Парке Горького.
С 7 по 17 апреля 2020 года, во время режима самоизоляции в России из-за распространения коронавируса, выходила четвёртая версия программы. В этот период программа выходила из передвижной студии, которая имела возможность связываться с гостями по онлайн-связи.

### Телемарафон «Всем миром»
29 сентября 2013 года c 8:00 до 18:00 был проведён благотворительный телемарафон «Всем миром», посвящённый помощи пострадавшим от наводнения на Дальнем Востоке. В рамках телемарафона были показаны специальные эпизоды ключевых проектов «Первого канала», в том числе и «Доброго утра». Выпуск вели Светлана Зейналова, Тимур Соловьёв, Екатерина Стриженова, Арина Шарапова и Антон Привольнов. В рамках этих эпизодов в студию приходили различные актёры, певцы и телеведущие, которые выражали слова сочувствия пострадавшим и призывали зрителей помочь им.

### Телемарафон «Первый. Старт сезона»
7 сентября 2014 года с 9:00 до 20:00 был проведён специальный телемарафон «Первый. Старт сезона». На протяжении всего дня ведущие телеканала и создатели его проектов в прямом эфире представляли передачи, сериалы и фильмы, которые планировались к показу в сезоне 2014—2015. Специальный выпуск «Доброго утра» в рамках марафона провела Арина Шарапова.

### «Парк. Новое летнее телевидение»
С 7 июня по 2 августа 2015 года по воскресеньям выходила интерактивная программа «Парк. Новое летнее телевидение» (первоначальное рабочее название — «Парк культуры имени отдыха»). Ведущими этой программы были Ирина Муромцева и Алексей Пивоваров. Изначально передача выходила ранним вечером, позднее, из-за невысоких рейтингов и после выхода нескольких разгромных статей в печатных и сетевых СМИ — утром. Продолжительность программы составляла от 1 часа 45 минут до 2 часов. Во время передачи в левом нижнем углу находилась плашка с указанием точного времени (МСК), по аналогии с «Добрым утром».
Съёмки программы проходили в студии в Парке культуры и отдыха им. Горького, а также в самом парке. Особенностью программы было то, что она снималась на глазах и при участии посетителей парка, но демонстрировалась в телеэфире в записи через сутки — в связи с необходимостью демонстрировать одну и ту же программу не только на Европейскую часть, но и «Орбиты». В программе было множество музыкальных выступлений, различных конкурсов, постановка ярких, в том числе и экстремальных номеров, а также общение с известными людьми.
В июне 2015 года в программе была рубрика «Гвоздь программы», которую вёл Николай Фоменко. В рамках рубрики проходил показ какого-либо зрелищного трюка или эксперимента.

## Пародии
30 мая 2010 года в программе «Большая разница» была обыграна пародия на программу «Доброе утро».

## Награды
В июне 2015 года и в октябре 2017 года программа была удостоена премии «ТЭФИ» в номинации «Утренняя программа».